# Rozkład Cauchy’ego
Rozkład Cauchy’ego (zwany również w optyce rozkładem Lorentza, a w fizyce jądrowej rozkładem Breita-Wignera) to rozkład prawdopodobieństwa typu ciągłego.
- Momenty zwykłe i centralne (czyli m.in. wartość oczekiwana i wariancja) rozkładu są niezdefiniowane – odpowiednie całki rozbiegają się do nieskończoności. Oznacza to też m.in., że nie można zdefiniować kurtozy i skośności.
- Jeśli niezależne zmienne losowe X i Y mają standardowy rozkład normalny, to zmienna X/Y ma rozkład Cauchy’ego z parametrami x0 = 0 i γ = 1